# Wikiwix
Wikiwix（ウィキウィックス）はウィキメディア財団が独自に運営している多言語に対応しているインターネット上の検索エンジンである。ウィキペディアなどウィキメディア財団が運営するサイトにあるデータベースのみが検索結果として出力される。Wikiwix自体はウィキサイトではない。
数多くの文書や画像、地図の検索が13か国語でサポートされているのが特徴。（英語、フランス語、アラビア語、オランダ語、フィンランド語、ドイツ語、インターリングア、イタリア語、ノルウェー語、ポーランド語、スペイン語、スウェーデン語、ポルトガル語）
現在GoogleやYahoo!などと共にウィキペディアの検索機能にリンクされている。